# Stephan Waetzoldt (Philologe)
Christian Stephan Waetzoldt, auch Stefan Waetzoldt, (* 3. Juni 1849 in Hennersdorf, Kreis Lauban, Schlesien; † 1. Juni 1904 in Berlin) war ein deutscher Romanist und Germanist, Schulleiter und Beamter im preußischen Kultusministerium.

## Leben
Waetzoldt studierte in Marburg und Berlin Germanische und Romanische Philologie. Er wurde 1875 an der Universität Halle mit der Arbeit Die Pariser Tagezeiten [Stundengebet]: Handschriftlicher Text promoviert. Gleich darauf wurde er zum Erzieher und Reisebegleiter des Herzogs Georg Ludwig von Oldenburg (1855–1939) berufen; während dieser Zeit schrieb er das Rasteder Heimatlied. 1878 wurde er Oberlehrer am Johanneum in Hamburg und 1886 Direktor der Königlichen Real- und Elisabethschule in Berlin, wo er auch als Mitglied des Allgemeinen Deutschen Reimvereins unter dem Vereinsnamen bzw. Pseudonym Amandus Wünsche tätig war. 
Von 1889 bis 1894 lehrte er an der Friedrich-Wilhelms-Universität französische Sprache und Literatur (ab 1890 als außerordentlicher Professor). 1894 wechselte er in die Schulverwaltung und wirkte zunächst in Magdeburg, ab 1897 als Provinzialschulrat in Breslau und ab 1899 als Abteilungsleiter für das Höhere Mädchenschulwesen im preußischen Kultusministerium, wo er grundlegende Reformen in Gang brachte.
Stefan Waetzoldt war der Vater von Wilhelm Waetzoldt, Generaldirektor der Staatlichen Museen zu Berlin von 1927 bis 1933, und der Großvater des gleichnamigen Kunsthistorikers (1920–2008), der die Staatlichen Museen zu Berlin der Stiftung Preußischer Kulturbesitz von 1965 bis 1983 leitete, sowie der Militärhistorikerin Ursula von Gersdorff (geb. Waetzoldt, verwitwete Gräfin Vitzthum von Eckstädt, 1910–1983).

## Werke
- (Hrsg.) Konrad Fleck: Flos unde Blankflos. Bremen 1880
- (Bearbeiter mit J. Schönhof): Gottfried Gurckes Deutsche Schulgrammatik. 17. Auflage. Hamburg 1881
- Aufgabe des neusprachlichen Unterrichts und die Vorbildung der Lehrer. Berlin 1892